# Monoszló Péter
Monoszló nembeli (II.) Péter (†Gyulafehérvár, 1307. november 27.) V. István alkancellárja, majd 1270-től haláláig erdélyi püspök. Ő építtette a gyulafehérvári székesegyházat.

## Élete
Péter a tekintélyes Monoszló nemzetségből származott. Apja, Gergely Krassó megye főispánja, ezt követően pedig a kunok bírája volt. Anyja a Bő (Bew) nemzetségből származott. Két fivére is fontos pozíciókat birtokolt; Egyed 1265-ben István ifjabb király főasztalnoka, a következő évtől tárnokmestere és pozsonyi főispán, 1273-ban macsói és boszniai bán, 1274-75-ben ismét tárnokmester volt. Másik fivére, Gergely 1270-72-ben a királyné tárnokmestere és Vas megye főispánja, később Pozsega vármegye főispáni tisztét töltötte be.
Pétert egyházi pályára szánták, magisteri címe arra utal, hogy valahol (talán Veszprémben, de nem kizárt, hogy Párizsban) felsőfokú képzésben részesült. István ifjabb király 1266-ban - feltehetően testvérei ajánlásával - alkancellárjává nevezte ki. Négy évvel később, 1270 elején az erdélyi székeskáptalan őt választotta meg az előző évben elhunyt Gál püspök helyére. Ugyanezen év májusában, még mielőtt átvette volna egyházmegyéje vezetését, Székesfehérvárra kísérte Istvánt, akit királlyá koronáztak. Péter V. István odaadó híve volt, ami abban is megnyilvánult, hogy a király a gyulafehérvári székesegyháznak adományozta Kolozsvárt (minden birtokával együtt) és Abrudföldjét (ma Abrudbánya).
1272 májusában V. István meghalt. Péter testvérei, Egyed és Gergely több más főúrral szövetkezve megpróbálták hatalmukba keríteni utódját, a tíz éves IV. Lászlót és elrabolták a gyermekkirályt, valamint anyját, Kun Erzsébetet. A rivális párt azonban felülkerekedett rajtuk és Lászlót kiszabadították. Egyed és Gergely Pozsonyba menekült, majd a várost a környékbeli várakkal együtt átadták II. Ottokár cseh királynak, aki ezért cserébe alsó-ausztriai birtokokat (Laa, Neuenburg, Stockerau, Kreuzenstein) engedett át nekik. Bár Péter nem vett részt az összeesküvésben, jobbnak látta visszavonulni püspökségébe. Eközben azonban az erdélyi székeskáptalan prépostja, Miklós élvezhette Erzsébet anyakirályné bizalmát, ő volt László alkancellárja és 1272 végén meg akarták választatni esztergomi érseknek is (ami nem sikerült, annak ellenére hogy a választásra összegyűlt kanonokokat étlen-szomjan bezárva tartották).
1273 elején Egyed és Gergely visszavette Pozsonyt és László bocsánatát kérve visszatértek az udvarba. Egyedet ki is nevezték macsói és boszniai bánná (a következő évben tárnokmesterré), testvére pedig Vas vármegye mellé megkapta Pozsega főispánságát. Velük együtt Péter is visszakapta az udvar kegyét és 1275-ben László megerősítette a kolozsvári adományozást, a következő évben pedig a káptalant erősítette meg a tordai sóbánya birtoklásában. Szintén 1276-ban Péter kérelmezte az uralkodótól, hogy Gyulafehérvár közelében a káptalan földjén várat emelhessen. Az engedélyt Szentmihálykő várának felépítésére meg is kapta azzal a feltétellel, hogy halála után az erőd a káptalan tulajdonába kerül.

## A szászok lázadása
Az erdélyi püspökök régóta törekedtek arra, hogy a szászok - akik a világi hatóság, az erdélyi vajda joghatósága alól is ki voltak vonva - szebeni prépostságát felügyeletük alá vonják és emiatt folyamatosak voltak a súrlódások, viták. Péter és három kanonokja közelebbről nem ismert okok miatt kivégeztette a Szeben-közeli Vízakna gerébjét, Alárdot. Ennek fia, János erre fellázította a szászokat, akik 1277. február 21-én, nagyböjt második vasárnapján megrohanták Gyulafehérvárat, elfoglalták a székesegyházat, kifosztották a kincstárat, a káptalan levéltárában szétszaggatták az okleveleket majd a székesegyházat és a város templomait - nem törődve az oda menekült rémült lakosokkal és papokkal - felgyújtották. Állítólag több mint kétezren égtek halálra, köztük Agapitus székesegyházi, Bertalan küküllői, Mihály ozdi főesperes és Racha gyulafehérvári kanonok-plébános. Ezután válogatás nélkül legyilkolták a kezük közé került gyulafehérvári lakosokat.
A mészárlást túlélő Péter László királyhoz fordult, aki májusban a Rákos mezején országgyűlést hívott össze és (mivel az ország belső helyzete egyre kaotikusabbá vált és elszaporodtak a hatalmaskodások; Csák Péter egy évvel korábban pusztította el a veszprémi katedrálist és főiskoláját) azt a döntést hozták, hogy aki királyi, egyházi vagy nemesi birtokokat elfoglal és nem ad kártérítést, azt kiközösítik az egyházból és a nemesség haddal vonuljon ellenük. Ennek megfelelően május 30-án István kalocsai érsek egyházi átok alá vonta Jánost és a szászokat és a király megbízta Miklós prépostot hogy gyűjtsön hadat ellenük (ennek kimenetele nem ismert). Ezenkívül László kárpótlásként a gyulafehérvári székesegyháznak adta a környékbeli királyi telepesek (teljesen elpusztított) földjeit és az itt letelependő jobbágyokat felmentette a királyi adók fizetése alól.

## IV. László kiközösítése, tatár támadás

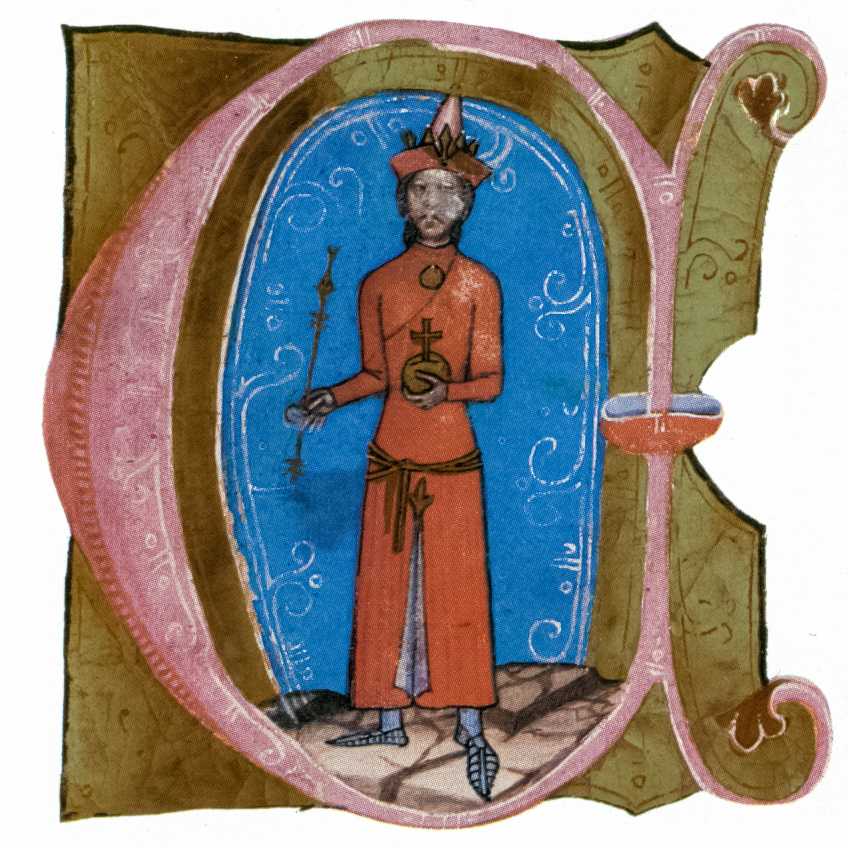
IV. László

1278 szeptemberében III. Miklós pápa Magyarországra küldte Fülöp fermói püspököt, hogy a feudális anarchiába süllyedő országban képviselje az egyház érdekeit. Péter más püspökökkel együtt 1279 elején Budán csatlakozott Fülöphöz, hogy segítse annak munkáját. Részt vett a budai országgyűlésen és az azt követő, ugyanott megtartott zsinaton is. Utóbbit László király szétkergette, mire a püspökök Pozsonyba költöztek át és egyházi átok alá vették a fiatal uralkodót és egész országát. László erre elfogatta a pápai legátust, akit a főurak szabadítottak ki. A kaotikus viszonyok közepette Péter a legátus közelében tartózkodott (1280 októberében még Esztergomban volt), csak 1281-ben tért vissza Erdélybe. Itt két birtokpere volt folyamatban; az egyikben kiegyeztek a felek, de a másikban (ahol File bán fia, István ispán azzal vádolta a püspököt, hogy elfoglalta Gyovd falut, annak lakóit pedig erőszakkal Tasnádra telepítették át) Budán bajvívásos istenítéletet rendeltek el. Míg a kijelölt bajnokok küzdöttek, még az összecsapás vége előtt Istvánt rákényszerítették, hogy mondjon le a vitatott gyovdi birtokáról a püspökség javára. 1282 márciusában László kiadott egy oklevelet, melyben megerősíti Pétert a birtokaiban és kiváltságaiban, valamint megköszöni neki, hogy a Szamos és az Erdélybe vezető országút mentén több várat elfoglalt és lerombolt, amelyeknek tulajdonosai a környéket fosztogatták.
1285 tavaszán az ún. második tatárjárás során az Arany Horda Nogaj hadúr és Talabuga, a kán unokaöccse vezetésével fosztogató hadat küldött Magyarországra, amelynek egyik szárnya a szász felkelést még nem teljesen kiheverő Erdélyen haladt át, dúlva, pusztítva, a lakosságot rabszolgának elhajtva. A feljegyzések szerint különösen Beszterce, Kolozsmonostor és Torockó vidéke szenvedett sokat. A tatárok Pestnél vereséget szenvedtek, visszavonulás közben folyamatosan zaklatták őket a „székelyek, a vlachok, meg a szászok” és nagy veszteségeket okoztak nekik. IV. László kivonulásuk után néhány nappal, 1285. május 27-én Gyulafehérvárra látogatott.

## Feudális anarchia

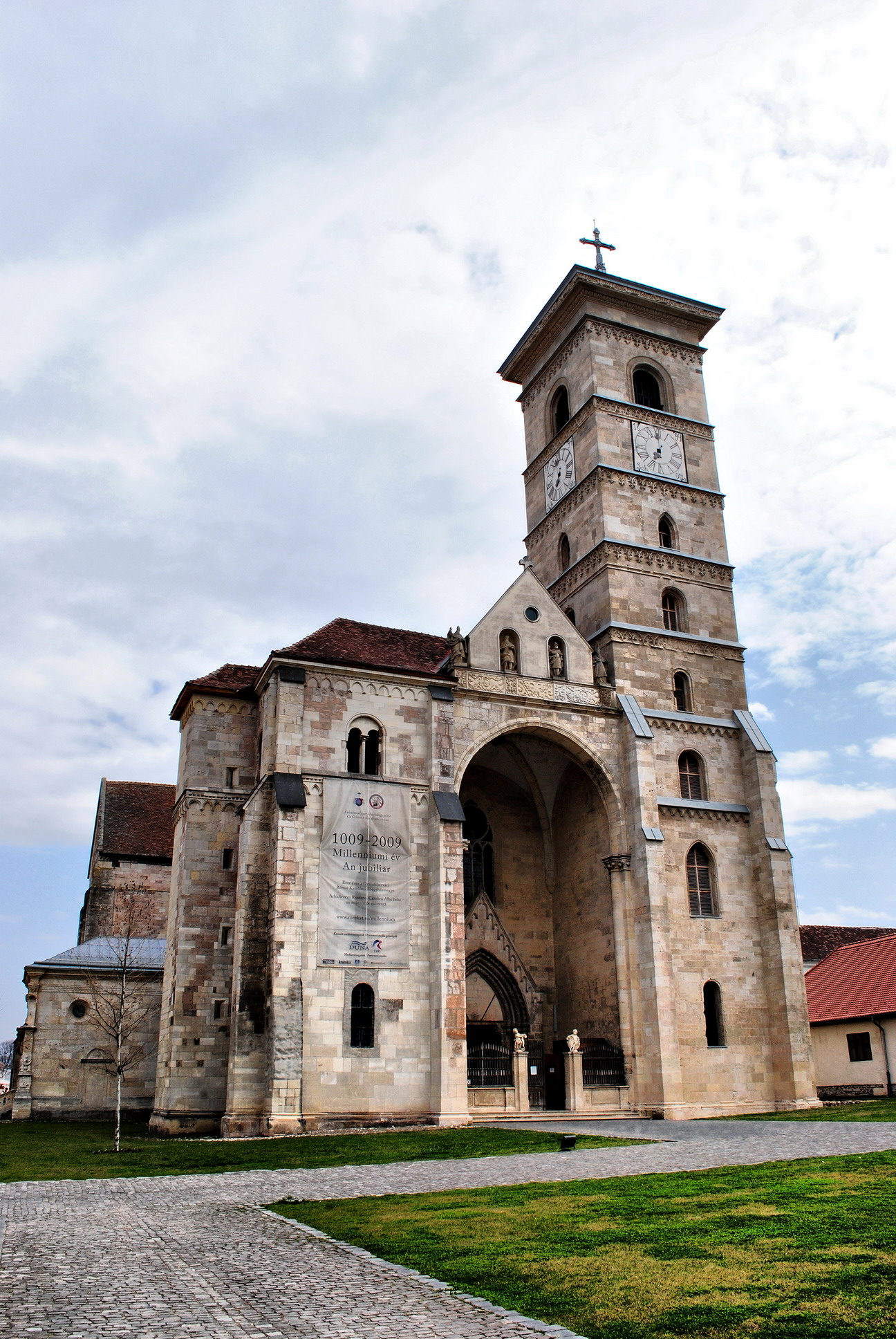
A gyulafehérvári Szt. Mihály-székesegyház

1287-ben - mivel a szászok a kiközösítés ellenére sem fizették ki az általuk okozott károkat - Péter a saját költségén elkezdte gyulafehérvári székesegyházának újjáépítését. János kőfaragómesterrel kötött szerződése ránk maradt, ebben a mester 50 ezüst márkáért és egy rangjához illő öltözékért cserébe vállalta a püspök által szállított anyagokból a falak és a torony felhúzását. Ugyanezen év decemberében Péter ismét Budára utazott, ahová Lodomér esztergomi érsek hívta össze a főpapokat és nemeseket, hogy a pápa utasításának megfelelően kiszabadítsák a Nyulak szigetén őrizetben tartott Erzsébet királynőt (ahová László 1287 elején záratta, miután Édua nevű kun szeretőjével állt össze), elkobozott javait pedig visszaszolgáltassák. Péter azt a feladatot kapta, hogy a besztercei királynői birtokokon biztosítsa az adók és vámok kifizetését, az ellenkezőket pedig közösítse ki. Szintén 1287-ben a megüresedett erdélyi préposti állást rokonának, Bő nembeli Mihály mesternek adta. Hogy fedezni tudja építkezéseinek költségét, kintlevőségeit szigorúan behajtotta: 1288-ban elfoglalta 160 ezüstmárkás károkozásuk fejében Mikola fia Kemény és testvére, János birtokait, azzal az ígérettel hogy visszakapják a földeket, ha egy éven belül megadják az adósságot. Az építkezést 50 márkával Kökényes-Radnót nembeli Mikót volt szörényi bán is támogatta, aki apjától megörökölt keresztes háborúba vonulási fogadalmát váltotta meg ezen a módon. Szintén 1288-ban perrel elnyerte Ugocsa megye tizedjövedelmét, amely korábban - bár a megye az erdélyi egyházmegye része volt - az egri püspökhöz vándorolt és amelyre Borsa Kopasz főispán is szemet vetett.
Röviddel később Péter Erdélyben elfogatta IV. László három rokonát, a kun Árbocot és két unokatestvérét, valamint Mojs erdélyi vajdát, akiket azzal vádolt, hogy a király megbízásából a tatárokhoz mentek volna követségbe (a főpapok és a nemesség egy része azt állította, hogy 1285-ban László hívta be a tatárokat). László erre elkobozta a püspök valamennyi birtokát és csak 1289 szeptemberében adta azokat vissza, amikor Péternek sikerült bebizonyítania, hogy nem a maga kezdeményezéséből, hanem az érsekek utasítására cselekedett. Kárpótlásul megerősítette a gyulafehérvári káptalan kiváltságait, többek között hogy szolgáik mentesülnek az erdélyi vajda joghatósága alól és őket illeti a Maroson szállított só vámjának kétharmada.

## III. András híveként
1290 júliusában a fogságból kiszabadult Árboc meggyilkolta László királyt. Utódját, III. Andrást július 23-án koronázták; a szertartáson Péter is segédkezett Lodomér érseknek. Az új király bejárta országát és 1291 márciusában Gyulafehérvárt is meglátogatta, ahol a magyarok, szászok, székelyek és oláhok részvételével gyűlést tartott; egyúttal a püspöki és káptalani jobbágyok kiváltságait megerősítette és kiterjesztette az újonnan szerzett birtokok lakóira is. Ekkor már álltak a katedrális falai így Péter újabb 90 márkáért (és 24 rőf dorni posztóért) elkészíttette a tetőzetét. 1295-ben felszámolta az alsóvaldorfi egyházközséget és a falu lakóit a besztercei ispotály káplánja alá rendelte, miután azok egymás után két két lelkészüket és egy klerikust meggyilkoltak. A következő évben Mihály prépost, Péter rokona elnyerte a zágrábi püspöki méltóságot.
1298-ban meghalt Lodomér esztergomi érsek és utódja, Bicskei Gergely szembehelyezkedve III. Andrással a pápa által is támogatott Anjou-házbeli Károly Róbertet ismerte el Magyarország jogos királyának. Péter megmaradt András pártján és (János kalocsai érsekkel és kilenc másik püspökkel együtt) részt vett az általa augusztus 5-ére Budára összehívott országgyűlésen, majd egy éven át az udvarban maradt, hogy tanácsaival segítse a királyt és - sikertelenül - közvetítsen közte és Gergely érsek között. 1299 májusában újabb országgyűlés ült össze a Rákos mezején és Gergely ennek idejére magához rendelte Veszprémbe az összes püspököt, majd miután azok nem engedelmeskedtek, egyházi átok alá vette őket. Válaszul a püspökök testülete megfosztotta őt érseki címétől és semmisnek nyilvánították minden rendeletét. Szintén 1299-ben András egri püspök rávette a királyt, hogy adományozza neki Máramaros megye tizedjövedelmét. Péter tiltakozott a döntés ellen, már csak azért is, mert az ügyben nem a világi hatóságok, hanem a kalocsai érsek volt illetékes. III. András vissza is vonta rendelkezését, ám az egri püspök folytatta a pereskedést, amelynek kimenetele nem ismert, csak az, hogy 1332-ben a máramarosi tized az egri püspökség jövedelmei között szerepelt.

## A trónkövetelők kora
1301 januárjában meghalt III. András. A magyar főnemesség és főpapság jelentős része (köztük Péter) továbbra sem támogatta Károly Róbertet, hanem II. Vencel cseh királynak, illetve annak hasonló nevű fiának (III. András vejének) ajánlotta fel a koronát. Péter kilenc másik püspökkel együtt részt is vett az 1301. augusztus 27-i koronázáson, ahol János kalocsai érsek kente fel Vencelt az ország uralkodójává. VIII. Bonifác pápa nem ismerte el a koronázást (formailag azért, mert nem az esztergomi érsek végezte) és Niccolò Boccasini bíborost küldte Magyarországra, hogy képviselje Károly Róbert érdekeit. A legátus októberben Budán, illetve 1305 februárjában Pozsonyban zsinatot hívott össze, de azokon csak a püspöki kar alig harmada jelent meg. Péter is egyházmegyéjében maradt, egészen 1303-ig. Ennek az évnek májusában VIII. Bonifác kiközösítette azokat, akik Vencelt támogatnák és az erdélyi püspök a többi magyar főpappal együtt jelen volt, amikor a pápai legátus a rendelkezést kihirdette. Ezt követően Péter átállt Károly Róbert táborába.
Vencel 1305 októberében lemondott trónigényéről és azt a Szent koronával együtt átadta Henrik bajor herceg fiának, Ottónak (akinek anyja, Erzsébet IV. Béla lánya volt), akit decemberben a veszprémi és csanádi püspök meg is koronázott. Amikor Ottó feleségül kérte Kán László erdélyi vajda lányát, Vince kalocsai érsek utasította Pétert, hogy vonja egyházi átok alá Lászlót és valamennyi megyéjét. Amikor aztán a püspök ezt vonakodott megtenni és a pápához fellebbezett, ő közösítette ki Pétert és ezt csak Károly Róbert és Ugrin tárnokmester közbenjárására vonta vissza. 1307 tavaszán Ottó a menyasszonyához utazott Erdélybe, ahol azonban Kán László elfogatta és elvette tőle a koronát. Az erdélyi szászok azzal gyanúsították Pétert hogy ő is részt vett az összeesküvésben és a német herceget megbosszulandó 1308. február 19-én rátörtek a gyulafehérvéri székesegyházra és a kezük ügyébe kerülő papokat kegyetlenül összeverték.
Péter azonban ezt már nem érte meg, 1307. november 27-én Gyulafehérváron elhunyt. Az általa újjáépített székesegyegyházban temették el, ő az első erdélyi püspök akiről tudjuk hogy ott nyugszik.